# Andrea Dalen
Andrea Schjelderup Dalen (født 19. juni 1992 Hønefoss) er en norsk ishockeyspiller  der har vundet to medaljer ved IIHF Division I verdensmesterskab for kvinder. Dalen spiller i den svenske topliga for Linköpings HC fra 2009 til 2011. Hun førte Linköpings til et løbende mål i slutspillet i 2011, mens hun sluttede som playoffmester med syv point i fire konkurrencer. I den almindelige sæson sluttede hun på sjette plads i scoringsløbet.
Dalen spillede på North Dakota Fighting Hawks kvindernes ishockey fra 2011 til 2015. Hun spiller fra sæsonen 2015/2016 for svenske Djurgårdens IF og Norske kvindelige landshockeyhold.